# La Chose (téléfilm)
Pour les articles homonymes, voir La Chose.
Pour plus de détails, voir Fiche technique et Distribution.
La Chose (Something Evil) est un téléfilm de Steven Spielberg diffusé en 1972 sur CBS.

En France, le téléfilm a été diffusé en 1986 sur La Cinq. Rediffusion dans l'émission Les Accords du Diable le 28 novembre 1988 sur La Cinq.

## Synopsis
En Pennsylvanie, la vie d'un couple se retrouve brisée à cause d'un fantôme semant la panique.

## Fiche technique
- Titre original : Something Evil
- Titre français : La Chose
- Réalisation : Steven Spielberg
- Scénario : Robert Clouse
- Producteur : Alan Jay Factor
- Producteurs associés : David Knapp et Harvey Lembeck
- Musique : Wladimir Selinsky
- Directeur de la photographie : Bill Butler
- Montage : Allan Jacobs
- Création des décors : Albert Heschong
- Création des costumes : Stephen Lodge et Agnes Lyon
- Maquillage : Ken Chase
- Compagnies de production : Belford Productions / CBS Entertainment Production
- Compagnie de distribution : CBS
- Genre : film d'horreur fantastique
- Pays d'origine :  États-Unis
- Langue : Anglais Mono
- Image : Couleurs
- Ratio : 1.33:1 Plein écran
- Négatif : 35 mm
- Durée : 73 minutes
- Date de diffusion : 
  -  États-Unis : 21 janvier 1972[2]
  -  France : 31 mai 1986
- Interdit aux moins de 12 ans

## Distribution
- Sandy Dennis (VF : Catherine Lafond) : Marjorie Worden
- Darren McGavin (VF : Dominique Paturel) : Paul Worden
- Ralph Bellamy (VF : Robert Bazil) : Harry Lincoln
- Jeff Corey (VF : Jacques Deschamps) : Gehrmann
- Johnny Whitaker : Stevie Worden
- John Rubinstein (VF : Éric Legrand) : Ernest Lincoln
- David Knapp : John
- Laurie Hagen : Beth
- Herb Armstrong : Schiller
- Margaret Avery : Irene
- Norman Bartold : M. Hackett
- Sheila Bartold : Mme Hackett
- Lois Battle : Mme Faraday
- Bella Bruck : Mme Gehrmann
- Lynn Cartwright : la secrétaire

## Autour du film
- Deuxième téléfilm réalisé par Steven Spielberg après Duel en 1971.
- Première collaboration entre Bill Butler, le directeur de la photographie et Steven Spielberg. Les deux hommes travailleront ensemble sur Chantage à Washington en 1973 et surtout, en 1975 sur Les Dents de la mer, film pour lequel, Steven Spielberg a obtenu la consécration.
- Steven Spielberg avait 26 ans quand il a réalisé ce film.